# El pingüino Pondus
El pingüino Pondus es el personaje principal de un libro infantil danés, escrito e ilustrado por Ivar Myrhøj en 1966. Es característica la bufanda roja en el cuello del personaje. Myrhøj publicó un total de cuatro libros sobre Pondus entre 1966 y 1969. Fue traducido también al español.
Myrhøj se inspiró en el pingüino rey del zoo de Copenhague. Hay dos estatuas de Pondus en Dinamarca, una en el zoo de Copenhague, la otra en la calle peatonal de la ciudad de Fredericia.
Pondus también es la mascota de uno de los más importantes bancos de Dinamarca, Danske Bank. Desde 1967, esta institución financiera ha estado regalando a los niños alcancías con la forma de Pondus. En 2005, en Canadá, se fabricaron varias sacas para mensajeros con la imagen de Pondus.